# پسماند سوخت‌وساز
پسماند سوخت‌وساز یا پسماند متابولیک (به انگلیسی: Metabolic waste) موادی هستند که از فرآیندهای سوخت‌وساز (مانند تنفس سلولی) برجای مانده‌اند که توسط جاندار قابل بهره‌برداری نیستند (مازاد یا سمی هستند) و بنابراین باید دفع شوند. این مواد شامل ترکیب‌های نیتروژنی، آب، CO 2، فسفات‌ها، سولفات‌ها و مواد دیگر است. جانوران با این ترکیب‌ها به عنوان مواد دفعی برخورد می‌کنند. گیاهان دارای مسیرهای سوخت‌و سازی هستند که برخی از آنها (عمدتاً ترکیب‌های اکسیژن) را به مواد سودمند تبدیل می‌کند.
همه پسماندهای سوخت‌وساز به صورت املاح آب از طریق اندام‌های دفعی (نفریدیا، لوله‌های مالپیگی، کلیه‌ها) به استثنای CO2 که همراه با بخار آب از سراسر ریه‌ها به بیرون رانده می‌شود، دفع می‌شوند. حذف این ترکیب‌ها سبب هم‌ایستایی شیمیایی جاندار می‌شود.
جانوران پسماندهای جامد را به عنوان مدفوع دفع می‌کنند.